# Миравирсен
Миравирсен (МНН; серия SPC3649) — экспериментальный препарат для лечения гепатита С, разрабатываемый Santaris Pharma.

## Механизм действия
Миравирсен это короткая модифицированная молекула РНК, которая применяется внутривенно или подкожно.
Достигая печени она связывает человеческую МикроРНК под названием miR-122; по сути являясь Антисмысловой РНК.
Вирусу гепатита С необходим miR-122 при репликации, и он не может использовать miR-122, связанную с Миравирсеном.

## Потенциальные побочные эффекты
МикроРНК miR-122 имеет гепатопротективные свойства.
Возможные опасения по поводу риска развития рака печени не оправдались. Препарат не проявляет свойство гепатоксичности ни у приматов, ни в экспериментах над человеком.

## Химические свойства

Химическая структура одной нуклеозидов (сахар плюс основание) из запертой нуклеиновых кислот

Миравирсен является модифицированным олигонуклеотидом, состоящим из цепочки из 15 нуклеотидов, комплементарных miR-122.
Семь из 15 нуклеотидов основаны на дезоксирибозе, в то время как остальные восемь основаны на заблокированной рибозе с дополнительным мостиком между 2' атомом кислорода и 4' атомом углерода; это делает молекулу нечуствительной к действию клеточных нуклеаз и увеличивает продолжительность её полужизни.
Полная последовательность олигонуклеотида приведена ниже; звездочкой показаны заблокированные остатки рибозы:
mC*-dC-A*-dT-dT-G*-mU*-dC-dA-mC*-dA-mC*-dT-mC*-mC* [d = 2'-deoxy, * = 2'-O,4'-C-methylene]

## Исследования
Миравирсен снижает вирусемию у шимпанзе.
Он оказался безопасным в клинических испытаниях, проведенных на 27 человеках в течение от восьми до одиннадцати недель.
К первой половине 2023 года мираверсен не продвинулся дальше второй стадии клинических испытаний.